# Жизнь взаймы
Жизнь взаймы (нем. Geborgtes Leben) — роман немецкого писателя Эриха Марии Ремарка. Этот роман является историей страсти и любви, действие которой происходит в 1948 году на фоне автомобильных гонок. Вдохновением послужил автогонщик Альфонсо де Портаго.
Роман был опубликован в гамбургском журнале «Kristall» в 1959 году. Перед выходом отдельного издания в 1961 году Ремарк изменил название на Der Himmel kennt keine Günstlinge (с нем. — «Небеса не знают любимчиков»), однако в русском переводе традиционно сохраняется первый вариант названия, поскольку он был сделан Л. Б. Чёрной ещё в 1960 году по журнальному тексту. Перевод Чёрной был издан в том же году Иноиздатом, таким образом став первым отдельным изданием этого романа.
Как и в случае с романом «Возвращение», в данном произведении Ремарка фигурирует герой одного из его прошлых творений (либо же герой-отсылка с таким же именем и фамилией). Однако если в случае с «Возвращением» солдат по фамилии Тьяден из «На западном фронте без перемен» так и остался второстепенным персонажем, коим был изначально, то вот появляющаяся эпизодами в «Станции на горизонте» Лилиан Дюнкерк в данном произведении получила роль дейтерагонистки.

## Сюжет
Главный герой, Клерфэ — автомобильный гонщик, который отправляется в швейцарский санаторий, чтобы навестить своего товарища по гонкам, Холльмана, больного туберкулезом. Там он знакомится с белоэмигрантом Борисом и молодой бельгийкой Лилиан Дюнкерк, также страдающей туберкулезом. У Лилиан  мало шансов на излечение, и она желает насладиться последними месяцами жизни, а не ждать смерти. Она уже несколько месяцев желает покинуть больницу, но так и не решается на это. Все меняется, когда в больнице умирает её подруга, и она понимает, что трупам не дают имен, им присваивают номера и обращаются с ними, как с грузом. Не желая становиться безымянным телом, она решает покинуть санаторий вместе с Клерфэ и отправиться в Париж.
Вместе они путешествуют по Европе, Лилиан наслаждается роскошными нарядами и ресторанами на деньги, которые она унаследовала от отца. Клэрфэ и Лилиан влюбляются друг в друга, и Клерфэ начинает надеяться на будущее с ней. Однако, когда он выражает желание остепениться и хочет, чтобы её посетил врач, она внутренне понимает, что, выйдя замуж за Клерфэ, через несколько месяцев сделает его вдовцом, и отказывается от этой идеи. Хотя она любит его, она решает уйти от него до того, как они начнут совместную жизнь. Во время одной гонки происходит авария, Клерфэ получает серьёзные травмы и умирает. Лилиан, опустошенная, встречает Бориса и возвращается с ним в швейцарский санаторий. По пути туда она встречает Хольмана, он излечился, ему предложили место Клерфэ в команде гонщиков. Шесть недель спустя Лилиан умирает, задохнувшись от внезапного кровоизлияния.

## Издания
- Geborgtes Leben, в журнале «Kristall», 1959; Der Himmel kennt keine Günstlinge, Harcourt, Brace & World, 1961

Published in English
- Heaven Has No Favorites. Published in English in 1961

Русский перевод
- Эрих Мария Ремарк. Жизнь взаймы. Перевод Л. Б. Чёрная (по журнальному тексту 1959 года), 1960; 2016. ISBN 978-5-17-081434-3
- Эрих Мария Ремарк. Жизнь взаймы, или У неба любимчиков нет. Перевод Рудницкий М. Л. (с издания 1961 года), 2018. ISBN: 978-5-17-112096-2

## Киноадаптация
- «Жизнь взаймы» — фильм 1977 года, основанный на романе. В фильме принимали участие Аль Пачино в роли автогонщика Бобби Дирфилда и Марта Келлер в роли Лилиан Дюнкерк.